# マルクス・ウァレリウス・プブリコラ
マルクス・ウァレリウス・プブリコラまたはポプリコラ（ラテン語: Marcus Valerius Publicola、生没年不詳）は紀元前4世紀の共和政ローマの政治家、軍人。紀元前358年にマギステル・エクィトゥム（騎兵長官）、紀元前355年と紀元前353年に執政官（コンスル）を務めた。

## 出自
パトリキ（貴族）であるウァレリウス氏族の出身である。父は執政武官を5回務めたルキウス・ウァレリウス・プウリコラである。若年時に関しては何も知られていないが、おそらくは家同士の付き合いでガイウス・スルピキウス・ペティクスと友人関係にあったと思われる。

## 騎兵長官（紀元前358年）
紀元前358年、執政官はガイウス・ファビウス・アンブストゥスとガイウス・プラウティウス・プロクルスであったが、ガリア軍がローマ領土に侵攻し、すでにプラエネステ（現在のパレストリーナ）に達したとの噂が流れた。この危機に対応するために、ガイウス・スルピキウス・ペティクスが独裁官（ディクタトル）に任命された。執政官プロクルスはローマに呼び戻され、ペティクスはプブリコラを自身の騎兵長官（独裁官副官）に指名した。
ペティクスの戦略は、ローマ軍は戦闘の準備が出来ていたにもかかわらず、ガリア軍の弱体化を待つというものであった。ガリア軍の強みは移動の早さではあったが、補給も防御も十分ではなく、日に日に弱体化していた。しかしながら、兵士達はこの自給戦略に不満であり、筆頭ケントゥリオ（百人隊長）を7回も務めた古参兵であるセクスティウス・トゥッリウスがペティクスにその旨を話した。ケントゥリオ達が命令を無視しても攻撃を行いそうな気配と見たペティクスは、機は熟したと見て攻撃を命令した。
戦闘が開始されると、ガリア軍はローマ軍の右翼を圧迫した。ペティクス自身も右翼に位置していたが、押される兵士を見て、「諸君等は司令官無しでも出撃しようとしたが、司令官がここにいるにもかかわらず臆病な振る舞いを見せているではないか」と叱咤した。これを恥じたローマ兵は、ガリア兵に突撃し、騎兵の支援もあってガリア軍を壊滅させた。続いてペティクスは左翼を攻撃し、山上にいた部隊も戦場に投入した。ガリア兵は算を乱して自軍野営地に逃走したが、プブリコラが率いる騎兵が先回りしており、虐殺された。
ペティクスはこの勝利で凱旋式を実施したが、ガリアに対するこのような勝利はマルクス・フリウス・カミッルスの勝利（紀元前387年）以来のものであった。

## 最初の執政官（紀元前355年）
紀元前355年、プブリコラは執政官に就任。同僚執政官はガイウス・スルピキウス・ペティクスであったが、両者ともにパトリキであった。紀元前367年のリキニウス・セクスティウス法で執政官の一人をプレブス（平民）から選ぶこととなっていたが、それに反して執政官が二人ともパトリキとなったのは、これが最初であった。この年にはエンプルムをティブル（現在のティボリ）から奪取したが、ティトゥス・リウィウスはその戦闘の詳細は記載していない。両執政官は軍を共同で指揮したとの説と、ペティクスがタルクィニィ（現在のタルクイーニア）に、プブリコラがティブルに対処したとの説がある。
この年の最大の問題は、戦争ではなく内政であった。執政官が二人ともパトリキから選ばれたことに対して、護民官が抗議した。翌年の執政官を選ぶ選挙では暴動も起こったが選挙自体は実施され、マルクス・ファビウス・アンブストゥス（三度目）とティトゥス・クィンクティウス・ポエヌス・カピトリヌス・クリスピヌスが選出されたが、またもや両者共にパトリキであった（リウィウスはマルクス・ポピッリウス・ラエナスとの説もあるとしているが、ラナエスはプレブスである）

## 二度目の執政官（紀元前353年）
過剰債務はプレブスにとって依然として問題であった。紀元前354年の終わりまでに、金利は8 1/3パーセントにまで引き下げられていたが、それでも借金の返済ができないプレブスも多く、他の政治問題には関心が払われなかった。このためもあってか、紀元前353年の執政官に選ばれたのは、四度目となるガイウス・スルピキウス・ペティクスと、二度目となるプブリコラであった。
エトルリア都市国家であるカエレ（en、現在のチェルヴェーテリ）がタルクィニィと同盟して戦争になるとの噂が流れ、またウォルスキがローマ領域の略奪のために軍を編成しているとの情報が、ラティウムから届いた。元老院は両者と戦争を行うことを決定し、ペティクスはより脅威の度合いが高いと考えられた対エトルリア戦、プブリコラはウォルスキと戦うこととなった。プブリコラがウォルスキに対する軍事行動を行っているとき、カエレがローマの製塩所を攻撃したとの報告が届いた。プブリコラはローマに呼び戻され、ティトゥス・マンリウス・インペリオスス・トルクァトゥスが独裁官に任命され、アウルス・コルネリウス・コッスス・アルウィナがそのマギステル・エクィトゥムに指名された。軍の準備が十分に整ったと見たトルクァトゥスは、元老院の承認を受けてカエレに対して宣戦布告した。
これを知ったカエレ市民は、ローマとの戦争を恐れ、講和使節を派遣し、100年間の不戦条約を締結した。
年末になって、護民官はリキニウス・セクスティウス法が守られない限り、選挙に同意しないとした。独裁官トルクァトゥスは、執政官職をパトリキ、プレブスが分担するくらいなら、執政官職そのものを廃止しようとした。トルクァトゥスの辞任後にようやく選挙が行われ、その間にはインテルレクス（任期5日の最高職）が置かれた。翌年の執政官にはパトリキのプブリウス・ウァレリウス・プブリコラとプレブスのガイウス・マルキウス・ルティルスが選ばれた。

## 参考資料
- ティトゥス・リウィウス『ローマ建国史』